# Resolutie 988 Veiligheidsraad Verenigde Naties
Resolutie 988 van de Veiligheidsraad van de Verenigde Naties werd op 21 april 1995 met dertien goedkeuringen en twee onthoudingen (China en Rusland) aangenomen. De resolutie verlengde de verlichting van de sancties tegen Servië en Montenegro tot juli.

## Achtergrond
In 1980 overleed de Joegoslavische leider Tito, die decennialang de bindende kracht was geweest tussen de zes deelstaten van het land. Na zijn dood kende het nationalisme een sterke opmars, en in 1991 verklaarden verschillende deelstaten zich onafhankelijk. Zo ook Bosnië en Herzegovina, waar in 1992 een burgeroorlog ontstond tussen de Bosniakken, Kroaten en Serviërs. Deze oorlog, waarbij etnische zuiveringen plaatsvonden, ging door totdat er in 1995 vrede werd gesloten.

## Inhoud

### Waarnemingen
Servië en Montenegro hield zijn grens met Bosnië en Herzegovina, zoals gevraagd, dicht. Toch waren er berichten dat er helikopters die grens zouden zijn overgevlogen, wat onderzocht werd.

### Handelingen
De Veiligheidsraad besloot de maatregelen in paragraaf °1 van resolutie 943 te schorsen tot 5 juli (omdat Servië en Montenegro haar grens met Bosnië en Herzegovina dicht hield werden de sancties die tegen het land waren opgelegd verlicht). Alle landen werden opgeroepen de soevereiniteit, territoriale integriteit en de grenzen van alle landen in de regio (van ex-Joegoslavië) te respecteren. Ook werden de lidstaten gevraagd de missie van de Internationale conferentie over Voormalig Joegoslavië (ICFY) te versterken. Ook moest Servië en Montenegro goed samenwerken met die missie, die het onderzoek naar de vermeende helikoptervluchten over de grens voerde. Servië en Montenegro werd ook gevraagd de communicatieverbindingen met de delen van Bosnië en Herzegovina onder Bosnisch-Servische controle te herstellen. De secretaris-generaal moest elke maand rapporteren of Servië en Montenegro de grens met Bosnië en Herzegovina dicht hield en moest onmiddellijk rapporteren als dat niet meer het geval was. In dat geval zou de opschorting van de maatregelen op de vijfde werkdag na het rapport vervallen.

## Verwante resoluties
- Resolutie 983 Veiligheidsraad Verenigde Naties
- Resolutie 987 Veiligheidsraad Verenigde Naties
- Resolutie 990 Veiligheidsraad Verenigde Naties
- Resolutie 992 Veiligheidsraad Verenigde Naties

Lijst ·  970 ·  971 ·  972 ·  973 ·  974 ·  975 ·  976 ·  977 ·  978 ·  979 ·  980 ·  981 ·  982 ·  983 ·  984 ·  985 ·  986 ·  987 ·  988 ·  989 ·  990 ·  991 ·  992 ·  993 ·  994 ·  995 ·  996 ·  997 ·  998 ·  999 ·  1000 ·  1001 ·  1002 ·  1003 ·  1004 ·  1005 ·  1006 ·  1007 ·  1008 ·  1009 ·  1010 ·  1011 ·  1012 ·  1013 ·  1014 ·  1015 ·  1016 ·  1017 ·  1018 ·  1019 ·  1020 ·  1021 ·  1022 ·  1023 ·  1024 ·  1025 ·  1026 ·  1027 ·  1028 ·  1029 ·  1030 ·  1031 ·  1032 ·  1033 ·  1034 ·  1035